# 達蒙·海瑞曼
達蒙·海瑞曼（Damon Herriman，1970年3月31日—）是澳大利亞的一位演員，出生在阿德雷德，主要活躍在澳大利亞和美國的電影電視界，出演過《火線警探》等電視劇。他在Netflix電視劇《破案神探》及昆汀·塔倫提諾電影《從前，有個好萊塢》中同樣飾演查爾斯·曼森。